# Tre metri sopra il cielo (film)
Tre metri sopra il cielo è un film del 2004 diretto da Luca Lucini.
Il soggetto è tratto dal romanzo omonimo di Federico Moccia, uscito nelle sale il 12 marzo 2004.

## Trama
Roma. Stefano Mancini, detto "Step" e Fabrizia Gervasi detta "Babi" appartengono a due realtà completamente diverse, nonostante entrambi appartengano a famiglie altolocate. Lei è una studentessa modello, ha amici e corteggiatori e si divide tra casa, scuola e festicciole private d'élite. Lui è un teppista dal passato violento e pieno di rabbia a causa della separazione dei genitori, che trascorre il suo tempo tra corse clandestine in moto e scorribande con l'amico Pollo e altri amici. 
Il primo incontro tra Step e Babi avviene mentre lui è seduto con Pollo su una panchina e vede passare Babi in una macchina, notandola.
Babi e la sua migliore amica Pallina partecipano alla festa di una loro compagna e Step decide di imbucarsi insieme a Pollo e gli altri. Qui Pollo conosce Pallina. Intanto Step rivede Babi e le si avvicina infastidendola, al che il suo ragazzo, Chicco, decide di intromettersi tra i due. Babi, stanca dalle avance di Step, gli versa un bicchiere di champagne addosso e Step vedendo ridere Chicco lo spinge, facendogli male. A quel punto Babi, preoccupata, si avvicina al suo ragazzo e Step la prende sulle spalle e la porta in bagno per bagnarla con il getto della vasca. Nel frattempo Chicco chiama la polizia e tutti gli imbucati, compreso Step si danno alla fuga. Poco più tardi gli imbucati seguono Chicco e Babi che tornano a casa e gli distruggono l'auto; in seguito Step picchia Chicco mentre Babi cerca di fermarlo. Un passante interviene ma, colpito accidentalmente da Step, riporta la frattura del setto nasale e minaccia una denuncia; nel frattempo Chicco scappa abbandonando Babi, che viene accompagnata a casa da Step.
Il giorno dopo Pollo e Pallina escono insieme a pranzo, mentre Step e Babi litigano di nuovo quando si incontrano fuori dalla scuola di lei. Intanto lei è costretta a denunciare Step sotto pressione dei genitori, e glielo dice durante una serata di gare di moto, ma ciò non fa preoccupare Step, che le dice che lei sarà talmente cotta di lui che in tribunale farà di tutto per salvarlo. Improvvisamente arriva la polizia e Babi e Step scappano insieme; i due sono costretti a separarsi e lei mentre si nasconde finisce nel letame sporcandosi completamente; al ritorno di Step sarà costretta a spogliarsi e restare in mutande e reggiseno, indossando il giubbino di lui, che le dice che non può assolutamente salire sulla sua moto tutta sporca di letame.
Giunti sotto casa di Babi, Step la prende per mano e comincia a baciarla fingendo di volerla baciare anche sulle labbra, Babi serra le labbra e aspetta il suo bacio ma quando apre gli occhi capisce di essere stata presa in giro e va via arrabbiata. Il giorno dopo Pallina finge di chiedere aiuto a Babi per farla giungere in discoteca, dove c’è anche Step; Babi decide di andarci e lì avviene il primo bacio fra i due.  Babi marina la scuola insieme a Step, ma la ragazza viene scoperta dalla sua professoressa e rischia l'espulsione dopo aver presentato una firma falsa. In quest'occasione Step spiega a Babi di non essere in buoni rapporti con la madre infedele e di aver picchiato il suo amante, per cui è stato denunciato. Durante un’uscita, mentre Step, Babi, Pallina e Pollo sono insieme, Maddalena, una ragazza invaghita di Step, aggredisce Babi, che si difende ed ha la meglio su di lei.
Tra Babi e Step inizia il periodo delle prime incomprensioni, alimentate in particolare dalla madre di lei, che cerca di allontanare sua figlia dal teppista. Babi decide di perdere la verginità con lui, in un castello a Santa Marinella. In quest'occasione Step rivela a Babi che è talmente felice che non solo gli sembra di toccare il cielo con un dito, ma di poter camminare almeno tre metri sopra esso. Babi fa da baby-sitter ad un bambino e Step si presenta in compagnia di Pollo per tenere il bambino a bada mentre lui si apparta con Babi. Pollo chiama il resto degli amici e Babi si arrabbia cacciando tutti, compreso Step. Step invita Babi a casa sua per farsi perdonare, ma la ragazza non lo vuole più vedere perché è stata accusata di aver rubato una collana a casa del bambino. Step capisce che è stato il Siciliano e lo affronta, riuscendo ad ottenere la collana, che riconsegna a Babi.
In seguito Babi scopre che Step ha rubato il cane della sua professoressa per ricattarla affinché la trattasse bene e fra i due c'è l'ennesima litigata la sera del ballo di fine anno. La stessa sera del ballo, Pollo ha un incidente durante una gara e Step e Babi si presentano sul luogo dell'incidente. Step si avvicina all’amico, scoprendo che è morto.
Babi si rende conto che la vita di Step è a rischio a causa delle corse e rinfaccia a quest'ultimo che è il responsabile della morte del suo amico. Step, non accettando ciò che dice Babi, le dà uno schiaffo, causando la rottura definitiva tra i due. Sei mesi dopo, Pallina regala a Step una foto di quest'ultimo insieme a Pollo, dicendogli che lei e Babi non si frequentano più e che quest'ultima sta anche frequentando un altro. La stessa sera Step si presenta sotto casa di Babi, dove la vede in macchina con il suo nuovo fidanzato. Deciso a dimenticarla, Step decide di partire per l’America.

## Produzione
Carmela Vincenti interpreta una docente, ruolo che aveva già interpretato (come imitazione) nel suo film d'esordio Compagni di scuola.
La moto utilizzata da Step nel film è una Ghezzi-Brian Furia, rara special d'autore creata su motore Moto Guzzi; è immediatamente riconoscibile per i caratteristici due fari anteriori sovrapposti.
Quando Babi vede per la prima volta la scritta Io e te tre metri sopra il cielo, si trova nella strada che passa sotto Corso Francia a Roma. Il castello si trova a Santa Severa (Santa Marinella). Il ponte su cui Step scrive la celebre dedica "Io e te tre metri sopra il cielo" è Ponte Flaminio.

## Colonna sonora
Il 4 marzo 2004 viene pubblicato il CD contenente le tracce della colonna sonora del film.
Tracce
1. Intro (Dj Bu$)
2. Sere nere (Tiziano Ferro)
3. Gabriel (Lamb)
4. He's Simple, He's Dumb, He's the Pilot (Grandaddy)
5. Interludio #1 (Dj Bu$)
6. Radio caos (De Luca & Forti)
7. Can You Do That? (De Luca & Forti)
8. Your Deepest Dream (De Luca & Forti)
9. Are You In Love? (De Luca & Forti)
10. Nina (Comedy of Life)
11. Centosessanta caratteri (De Luca & Forti)
12. Interludio #2 (Dj Bu$)
13. Beyond Your Darkest Dreaming (De Luca & Forti)
14. By My Side (Comedy of Life)
15. For the First Time (De Luca & Forti)
16. Faster than Life (De Luca & Forti)
17. Aqui otra vez (Comedy of life)
18. Wheeling (La menade)
19. Your Hypnotic Eyes (De Luca & Forti)
20. 02:12 AM (De Luca & Forti)
21. Il lungo addio (De Luca & Forti)
22. Outro (Dj Bu$)
23. E se ne va (Le Vibrazioni)
24. Nuts on Ya Chin (Eazy-E)

## Riconoscimenti
- 2005 - Nastro d'argento
  - Candidatura Miglior produttore a Riccardo Tozzi, Giovanni Stabilini e Marco Chimenz
- 2004 -Globo d'oro
  - Miglior attore rivelazione a Riccardo Scamarcio

## Sequel
Il 9 marzo 2007 è uscito nelle sale italiane il sequel del film intitolato Ho voglia di te, tratto dall'omonimo libro.

## Remake
Nel 2010 è stato realizzato un remake del film, intitolato Tres metros sobre el cielo. Il film è una produzione spagnola diretta da Fernando González Molina ed interpretata da María Valverde, Mario Casas, Nerea Camacho e Diego Martín.
Il film in Spagna nel primo weekend ha incassato 2.099.601 euro (323.515 spettatori). L'incasso totale in Spagna nel 2019 è di 8.464.994,39 euro (1.331.895 spettatori), la produzione spagnola più vista dell'anno 2010. Il film ha incassato complessivamente quasi 10 milioni di euro (9.881.471, 30 giugno 2011).